# Districtul Bou Ismaïl
Bou Ismaïl este un district din provincia Tipaza, Algeria.